# Districte de Conthey

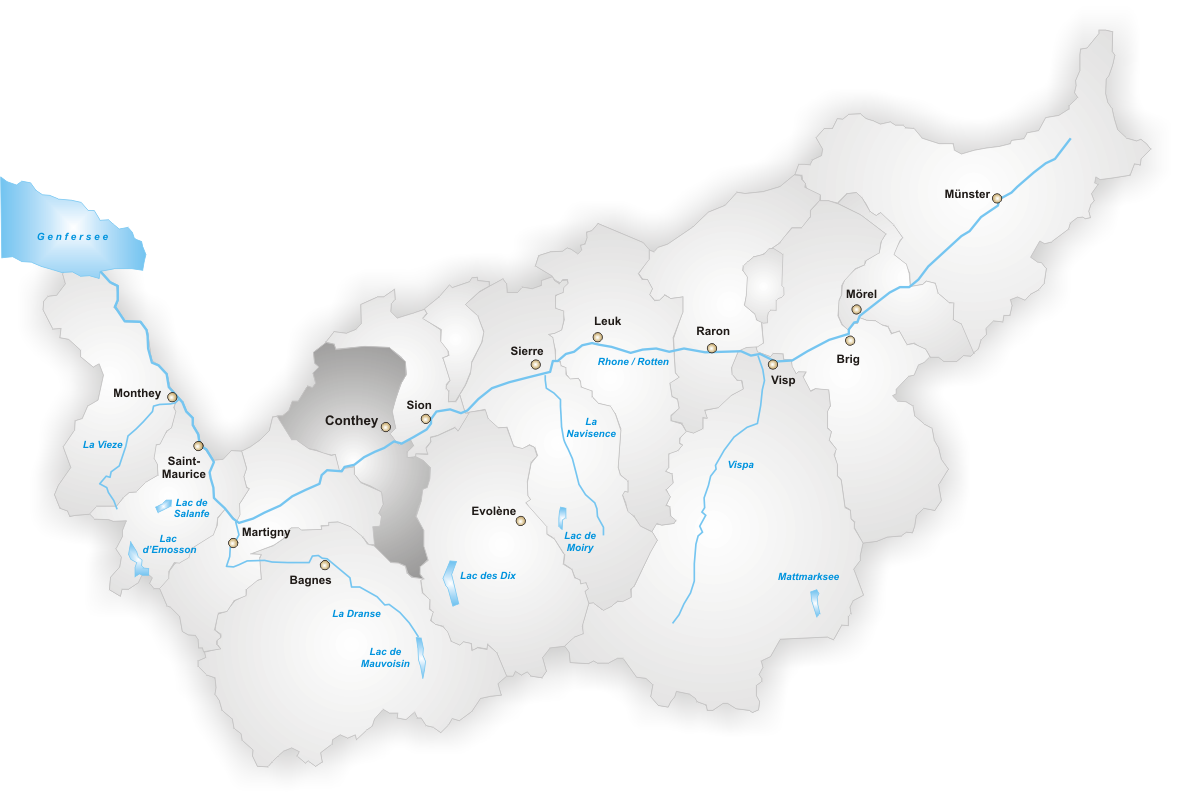
El Districte de Conthey

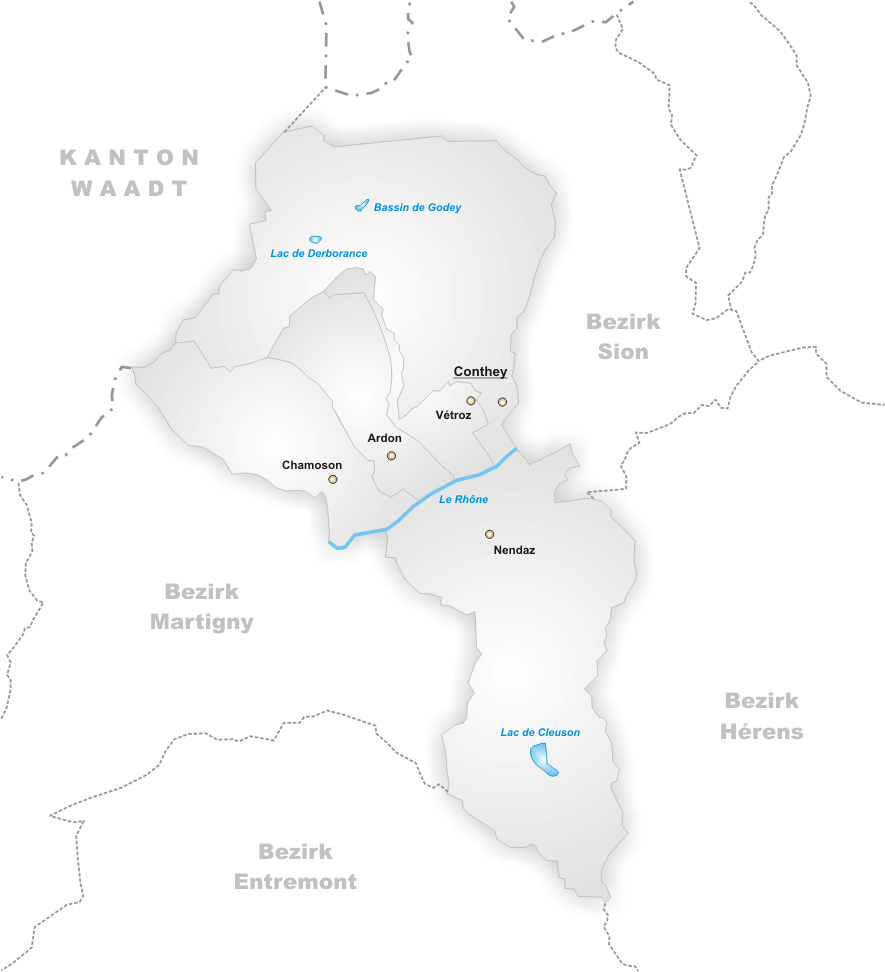
Municipis del districte de Conthey

El Districte de Conthey és un dels 13 districtes del cantó suís del Valais. Té una població de 22233 al cens de 2006 i una superfície de 234,2 km². Està compost per 5 municipis i el seu cap es Conthey. Tot el districte és de llengua francesa.

## Municipis
- CH-1957 Ardon
- CH-1955 Chamoson
- CH-1964 Conthey
- CH-1996 Nendaz
- CH-1963 Vétroz